# Tiệm đồ quái dị
Tiệm đồ quái dị (tên tiếng Hoa: 異搜店; tên tiếng Anh: Used Good) là bộ phim truyền hình Hồng Kông thuộc thể loại kỳ ảo, trinh thám và bí ẩn do TVB sản xuất. Phim có sự tham gia diẽn xuất của Hà Quảng Bái, Trần Hiểu Hoa, Ngô Nghiệp Khôn, Lâm Y Kỳ, Tào Vĩnh Liêm, Lý Thành Xương, Lê Yến San, Mạch Thu Thành, Dương Ngọc Mai và Trịnh Khải Thái. Với vị trí giám chế do Lương Thế Xương đảm nhận.
Bộ phim là câu chuyện xoay quanh nhân vật Vi Đức Tín (do Hà Quảng Đức thủ vai), một chàng trai có khả năng liên kết với những món đồ cổ.

## Nội dung
Lúc nhỏ, Vi Đức Tín (do Hà Quảng Bái đóng) bị sốc nặng do cái chết của cha. Từ đó, Tín thay đổi tính cách, mất hết ký ức về cha. Mẹ của Tín là Tạ Mỹ Thường (do Lâm Y Kỳ đóng) và cậu Tạ Thiêm Thắng (do Tào Vĩnh Liêm đóng) vì bảo vệ Tín mà không nhắc đến cái chết của cha anh.
Trong một dịp tình cờ, Đức Tín đã quen biết với con gái chủ tiệm đồ cũ là Phùng Tổ Nghi (do Trần Hiểu Hoa đóng). Tổ Nghi đã có bạn trai là bác sĩ Lý Chí Hằng (do Ngô Nghiệp Khôn đóng). Tín phát hiện mình có cảm ứng đặc biệt với đồ vật cũ. Chính vì vậy, Tín và Nghi đã giúp nhiều người gỡ nút thắt trong lòng.
Cuối cùng, chân tướng cái chết của cha Tín cũng được tiết lộ. Liệu Tín có vượt qua nỗi đau một lần nữa?

## Đánh giá
Số liệu người xem trực tiếp của phim trên kênh TVB Jade:
| Tuần | Số tập | Ngày phát sóng                        | Điểm      | Ghi chú |
| ---- | ------ | ------------------------------------- | --------- | ------- |
| 1    | 01－05 | 20 tháng 12, 2021 - 24 tháng 12, 2021 | 19 điểm   |         |
| 2    | 06－10 | 27 tháng 12, 2021 - 31 tháng 12, 2021 | 19.7 điểm |         |
| 3    | 11－15 | 3 tháng 1, 2022 - 7 tháng 1, 2022     |           |         |
| 4    | 16－20 | 10 tháng 1, 2022 - 14 tháng 1, 2022   |           |         |
| Tổng |        |                                       |           |         |

## Ký sự
- Ngày 29 tháng 6, 2020: Tổ chức buổi họp báo công bố phim[3]
- Ngày 25 tháng 9, 2020: Tổ chức lễ bái thần và khai máy bắt đầu quay phim[4]
- Ngày 21 tháng 10, 2020: Phim chính thức bước vào giai đoạn quay phim